# Аріель Франсіско Родрігес
Аріель Франсіско Родрігес (ісп. Ariel Rodríguez, нар. 27 вересня 1989, Сан-Хосе) — костариканський футболіст, нападник клубу «Бангкок Глесс».
Виступав, зокрема, за клуб «Сапрісса», а також національну збірну Коста-Рики.

## Клубна кар'єра
У дорослому футболі дебютував 2009 року виступами за команду клубу «Сантос де Гвапілес», взявши участь у 39 матчах чемпіонату. 16 серпня в матчі проти «Універсідад Коста-Рика» він дебютував у чемпіонаті Коста-Рики.

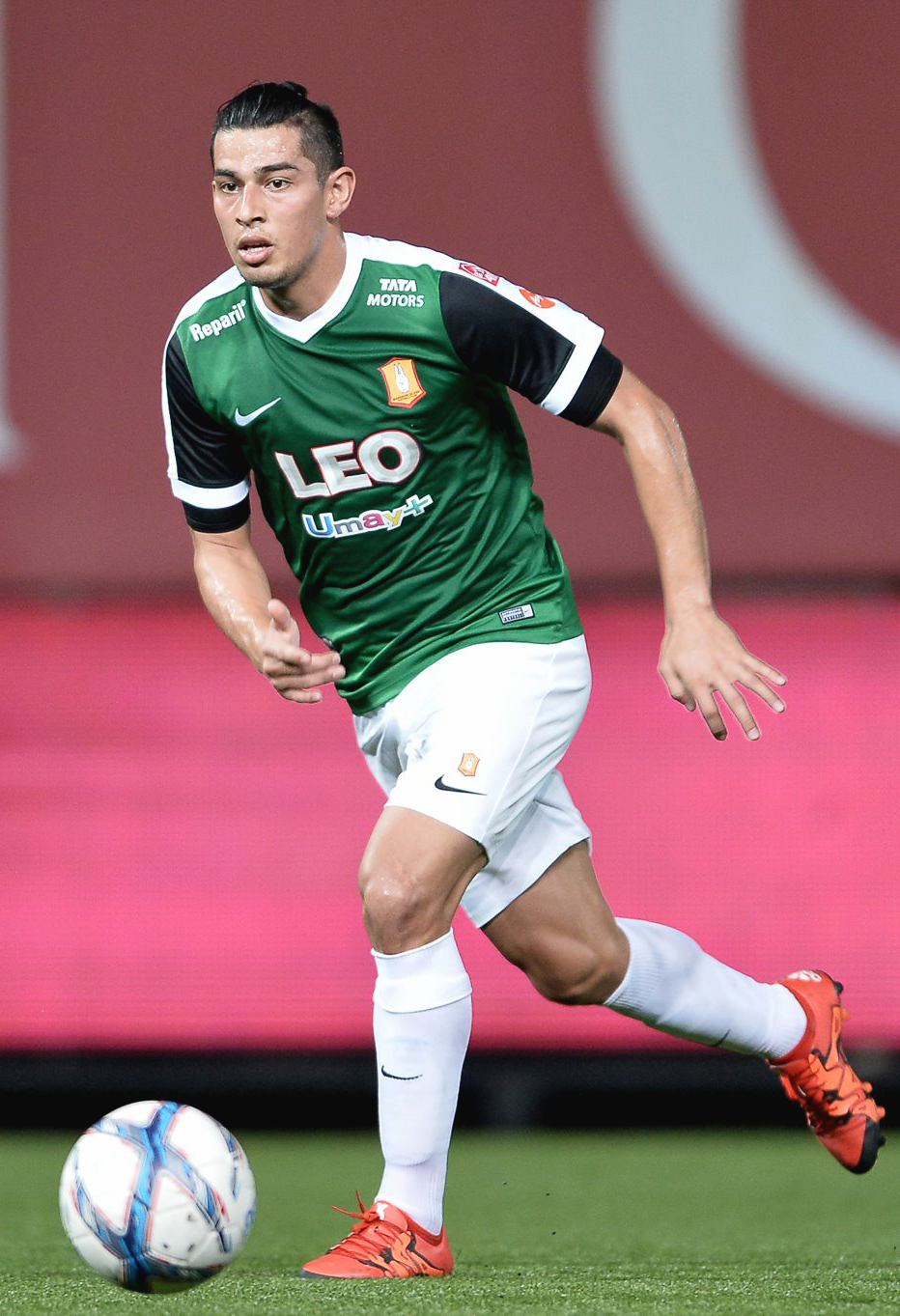
Родрігес у складі «Бангкок Глесс».

На початку 2012 року Аріель перейшов в «Пунтаренас». 15 січня в матчі проти «Сапрісси» він дебютував за нову команду. У цьому ж поєдинку Родрігес забив свій перший гол за «Пунтаренас».
Другу половину року Аріель виступав за «Белень». У вересні Аріель перейшов в «Сапріссу». 24 вересня в матчі проти «Лімона» він дебютував за нову команду. 13 січня 2013 року в поєдинку проти «Сан-Карлоса» Родрігес забив свій перший гол за «Сапріссу». У 2014 році в поєдинках Ліги чемпіонів КОНКАКАФ проти нікарагуанського «Реал Естелі» в американського «Спортінг Канзас-Сіті» він забив п'ять м'ячів. 22 березня 2015 року в матчі проти свого колишнього клубу «Сантос де Гуапвлес» Арвель зробив хет-трик. У 2015 році став найкращим бомбардиром національної першості. У складі «Сапрісси» Родрігес тричі виграв чемпіонат, а також завоював Кубок Коста-Рики.
На початку 2016 року Аріель перейшов у тайський «Бангкок Глесс». 6 березня у матчі проти «Самут Пракан» він дебютував у чемпіонаті Таїланду. У цьому ж поєдинку Родрігес зробив «дубль», забивши свій перший гол за «Бангкок Гласс». Наразі встиг відіграти за бангкокську команду 41 матч в національному чемпіонаті.

## Виступи за збірну
19 січня 2013 року дебютував в офіційних іграх у складі національної збірної Коста-Рики у матчі Центральноамериканського кубка проти збірної Белізу. 28 травня 2016 року в товариському матчі проти збірної Венесуели Аріель забив свій перший гол за національну команду.
У складі збірної був учасником розіграшу Золотого кубка КОНКАКАФ 2013 року у США та розіграшу Золотого кубка КОНКАКАФ 2017 року у США.
Наразі провів у формі головної команди країни 11 матчів, забивши 2 голи.

## Особисте життя
Є сином Еріка Родрігеса, який також був футболістом і ста бронзовим призером розіграшу Золотого кубка КОНКАКАФ 1993 року.

## Титули і досягнення
- Чемпіон Коста-Рики: Верано 2014, Інверно 2014, Інверно 2015
- Володар Кубка Коста-Рики: 2013
- Володар Центральноамериканського кубка: 2013

### Індивідуальні
- Найкращий бомбардир Кубка Коста-Рики: 2014 (5 голів)
- Найкращий бомбардир чемпіонату Коста-Рики: Інверно 2015 (20 голів)